# Charles A. Templeton
Charles Augustus Templeton (Sharon, 3 marzo 1871 – Waterbury, 15 agosto 1955) è stato un politico statunitense, 68º governatore dello stato del Connecticut.

## Biografia
Era figlio del veterano dell'Union Army Theodore Templeton e di Ella Middlebrooks Templeton. La famiglia si trasferì a Winsted quando il futuro governatore era ancora un ragazzo. Studiò nelle scuole locali ma, contemporaneamente, andò a lavorare all'età di otto anni come fattorino guadagnando 25 centesimi di dollaro al giorno. Il 17 giugno 1897, sposò Martha Amelia Castle, la figlia di John e Amelia (Parsons) Castle e dal matrimonio nacquero tre figlie: Katherine, Nancy e Lucy.
Da giovane fece diversi lavori, tra cui il macchinista presso la Seth Thomas Clock Company di Thomaston, il bidello in una scuola superiore e una chiesa, il commesso di un negozio di alimentari e assistente postino a Plymouth. Durante una visita a Waterbury, rispose a un annuncio che offriva la posizione di contabile in un negozio di ferramenta. Rispondendo a una domanda sull'esperienza a tenere dei libri contabili, rispose che poteva svolgere qualsiasi compito che chiunque altro avrebbe potuto fare. Fu assunto e alla fine acquistò l'azienda con un altro socio, ma in seguito lasciò per aprire la propria attività di ferramenta in città sotto il nome di Charles A. Templeton, Inc. e in seguito divenne uno dei soci. Successivamente aprì il proprio negozio di ferramenta all'ingrosso e al dettaglio.
Membro del Partito Repubblicano, Templeton divenne alderman di Waterbury e successivamente membro, per il XV distretto, del senato dello stato del Connecticut dal 1919 al 1921. Fu delegato alla Convenzione nazionale repubblicana del Connecticut, nel 1920. Fu vice governatore del Connecticut dal 1921 al 1923.
Nel 1923 divenne governatore del Connecticut. Durante il suo mandato, non consentì al presidente dello stato repubblicano, J. Henry Roraback, di esercitare il diritto di nominare il segretario del governatore. Questo gli alienò l'appoggio del suo partito e perse il sostegno del legislatore per la sua scelta sul posto vacante di un tribunale di stato. Inoltre si rifiutò di nominare, il candidato scelto da Roraback, John A. MacDonald alla posizione di Commissario delle strade pubbliche statali, e lo sostituì con una commissione composta da tre membri. Il potere legislativo approvò finanziamenti limitati alle istituzioni statali per bilanciare le finanze. Venne emanato un disegno di legge che vietava ai diplomati di scuola medica, che teneva corsi per corrispondenza, di esercitare nello stato del Connecticut. Terminò il suo mandato il 7 gennaio 1925.
Dopo aver completato il suo mandato come governatore, Templeton tornò a fare il commerciante di ferramenta a Waterbury. Divenne anche fiduciario della St. Marguerite School for Girls. È stato anche direttore della Young Men's Christian Association a Waterbury.
Templeton morì il 15 agosto 1955, all'età di 84 anni e fu tumulato nel Cimitero di Riverside a Waterbury.